# Hasenkamp (Wuppertal)
Hasenkamp ist eine Ortslage im Norden der bergischen Großstadt Wuppertal.

## Lage und Beschreibung
Die Ortslage liegt auf einer Höhe von 292 m ü. NHN auf der Wasserscheide der Flusssysteme der Wupper und der Ruhr südlich der Bundesautobahn 46. Sie befindet sich im Wohnquartier Nächstebreck-Ost (Stadtbezirk Oberbarmen) nahe der Grenze zum Sprockhöveler Ortsteil Haßlinghausen. Westlich liegt der tiefe Einschnitt des Südportals des Scheetunnels der stillgelegten Bahnstrecke Wuppertal-Wichlinghausen–Hattingen. Der sich über den Ort erhebende Nächstebrecker Wasserturm befindet sich 350 Meter nordöstlich im benachbarten Kattenbreuken.
Nördlich liegen jenseits der Autobahn die Ortslagen Berghausstraße, Alteschmiede und Pannhütte, östlich Kattenbreuken, westlich Hülsen und südlich Holtkamp und Falkenrath. Der Wuppertaler Rundweg führt an Hasenkamp vorbei.

## Geschichte und Etymologie
Der Kotten Hasenkamp, der auf der Preußischen Uraufnahme von 1840 als Sahlenbeck bezeichnet wird, wurde um 1785 erbaut. In diesem Jahr gab ein Johann Peter Mähler aus der Mählersbeck ein Stück Wald der alten Einerner Mark in Erbpacht, „woraus ein Kotte zubereitet und ein Haus erbauet“ wurde.
Östlich von Hasenkamp verlief eine bedeutende Kohlenstraße von Witten nach Barmen – die heutigen Haßlinghauser Straße und Wittener Straße (Landesstraße 58, ehemals Bundesstraße 51), auf der den Fabriken im Wupperraum durch selbstständige Kohlentreiber der Brennstoff geliefert wurde. Diese Straße galt Ende des 18. Jahrhunderts als die am meist befahrene Straße in der gesamten Grafschaft Mark.
Hasenkamp gehörte in der frühen Neuzeit zum Gogerichtsbezirk Schwelm im Amt Wetter der Grafen von der Mark. Kirchenrechtlich lag es im Kirchspiel Schwelm. Nach der Eroberung der Grafschaft Mark durch Frankreich war Hasenkamp 1806 bis 1813 Teil der Mairie Haßlinghausen im Arrondissement Hagen des Département Ruhr im Großherzogtum Berg. 1815 kam das französisch besetzte Gebiet zu Preußen, das Hasenkamp im Folgejahr dem neu geschaffenen Landkreis Hagen zuteilte. 1887 bis 1922 gehörte Hasenkamp zum Amt und der Gemeinde Nächstebreck in dem vom Landkreis Hagen abgespaltenen Kreis Schwelm. 1922 wurde Nächstebreck in die Großstadt Barmen eingemeindet, die 1929 mit der Großstadt Elberfeld und weiteren Städten und Gemeinden zu Wuppertal vereint wurde.